# Osuar

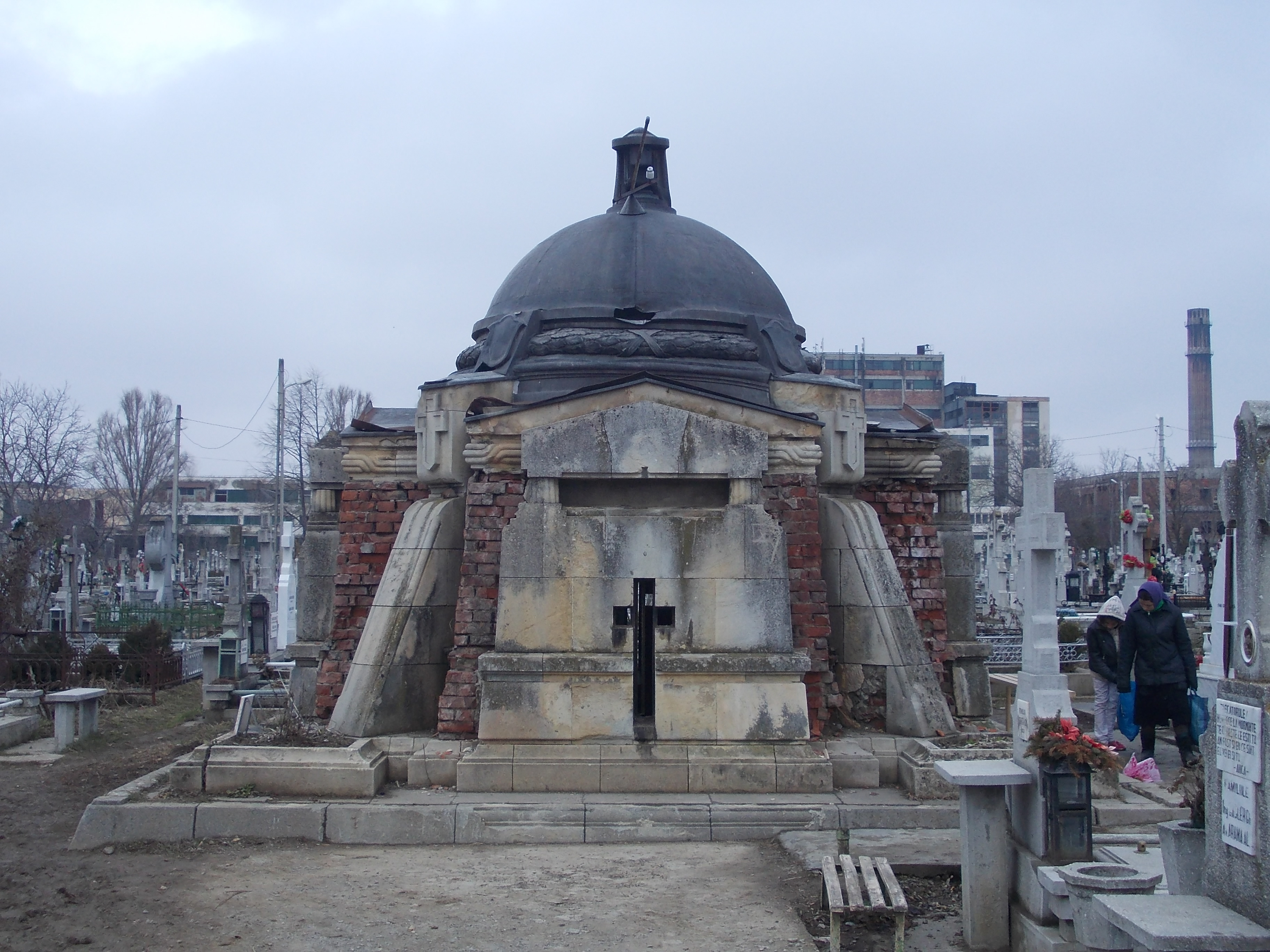
Osuar în Roman, România

Osuarul, latină Ossarium , este un lăcaș sub acoperiș unde se păstrează osemintele morților ca într-un cimitir.
Tot osuar se numește și o capelă sau o anexă a unei biserici, în care sunt depozitate oseminte. În arhitectura sud-slavă se întâlnește o formă specială de osuar, cum ar fi capela-osuar de la Mănăstirea Bacikovo din Bulgaria, construită în sec. XI-XII, în care primul nivel al construcției este reprezentat de osuar, iar cel superior are funcția de capelă funerară.
În data de 26 octombrie 2006, în incinta Bisericii "Sfânta Treime" din Pietreni-Cocargea, județul Constanța, a fost inaugurat un Monument-osuar închinat eroilor căzuți în Dobrogea în luptele din Războiul de Întregire a neamului.